# 馮煥闕
馮煥闕位於四川省达州市渠县土溪镇汉阙村。現僅存東闕，高4.38米。闕身系一塊整石琢成，正面銘文下浮雕一饕餮。東側石紋未加細琢，當為接建子闕之故，現子闕早巳佚失。闕身正面陰刻漢隸兩行，一行為「故尚書侍郎河南京令」，一行為「豫州幽州剌史馮使君神道」。據《後漢書·馮緄傳》記載，馮煥是後漢安帝時人，歷任尚書侍郎及豫州、幽州剌史，建光元年，被奸臣陷害下獄，指使遼東都尉龐奮監辦。後經甄別訟明，但已病死獄中。漢安帝聞之，十分惋惜，下令誅殺龐奮，並賜錢十萬，以子為郎中。由此可知，此闕當建於建光元年以後。
1956年8月16日公佈為四川省第一批歷史及革命文物保護單位。1961年3月4日列為第一批全國重點文物保護單位。1980年7月7日重新公佈為四川省第一批文物保護單位。

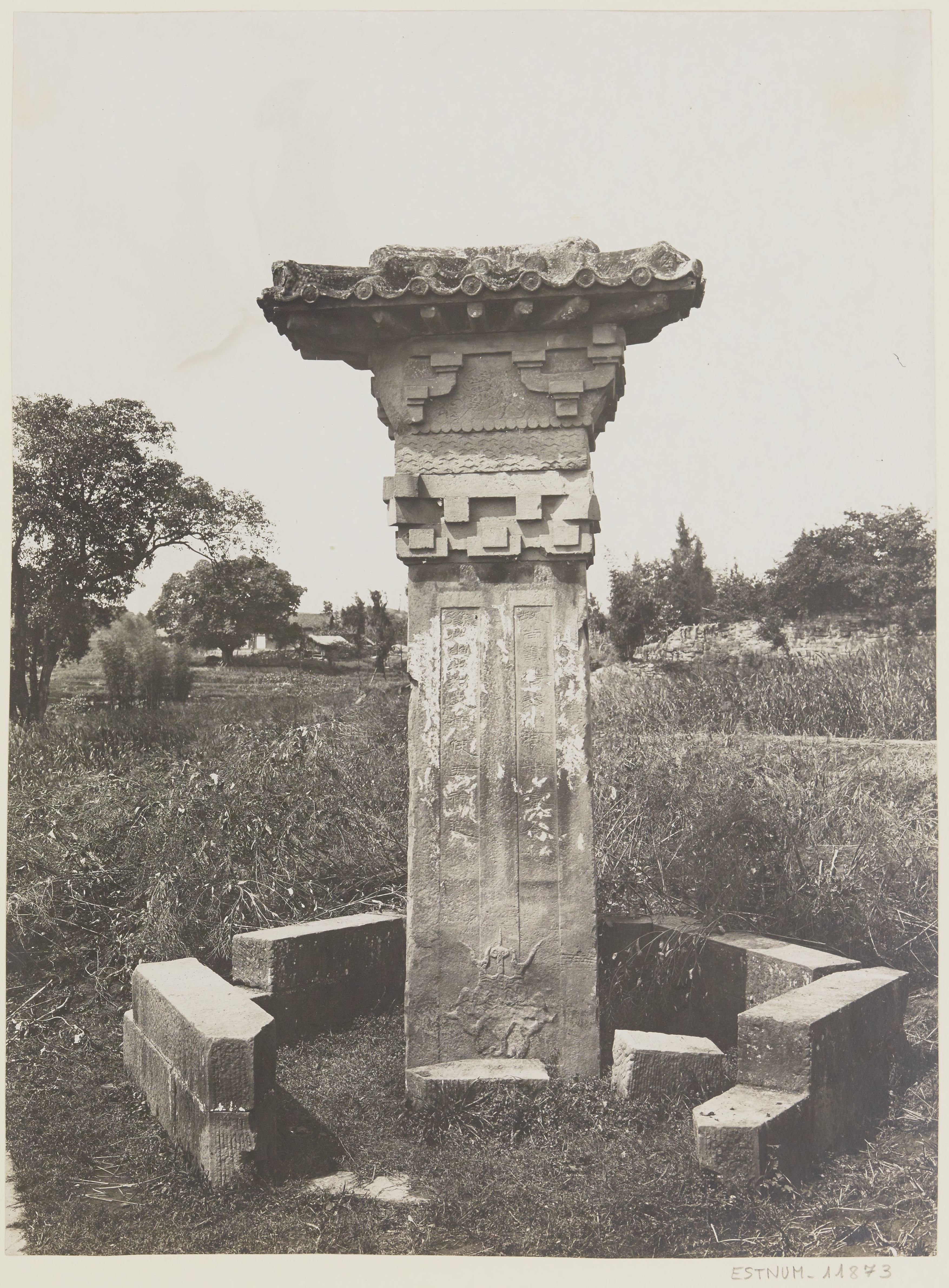
由法国学者谢阁兰摄于1914年
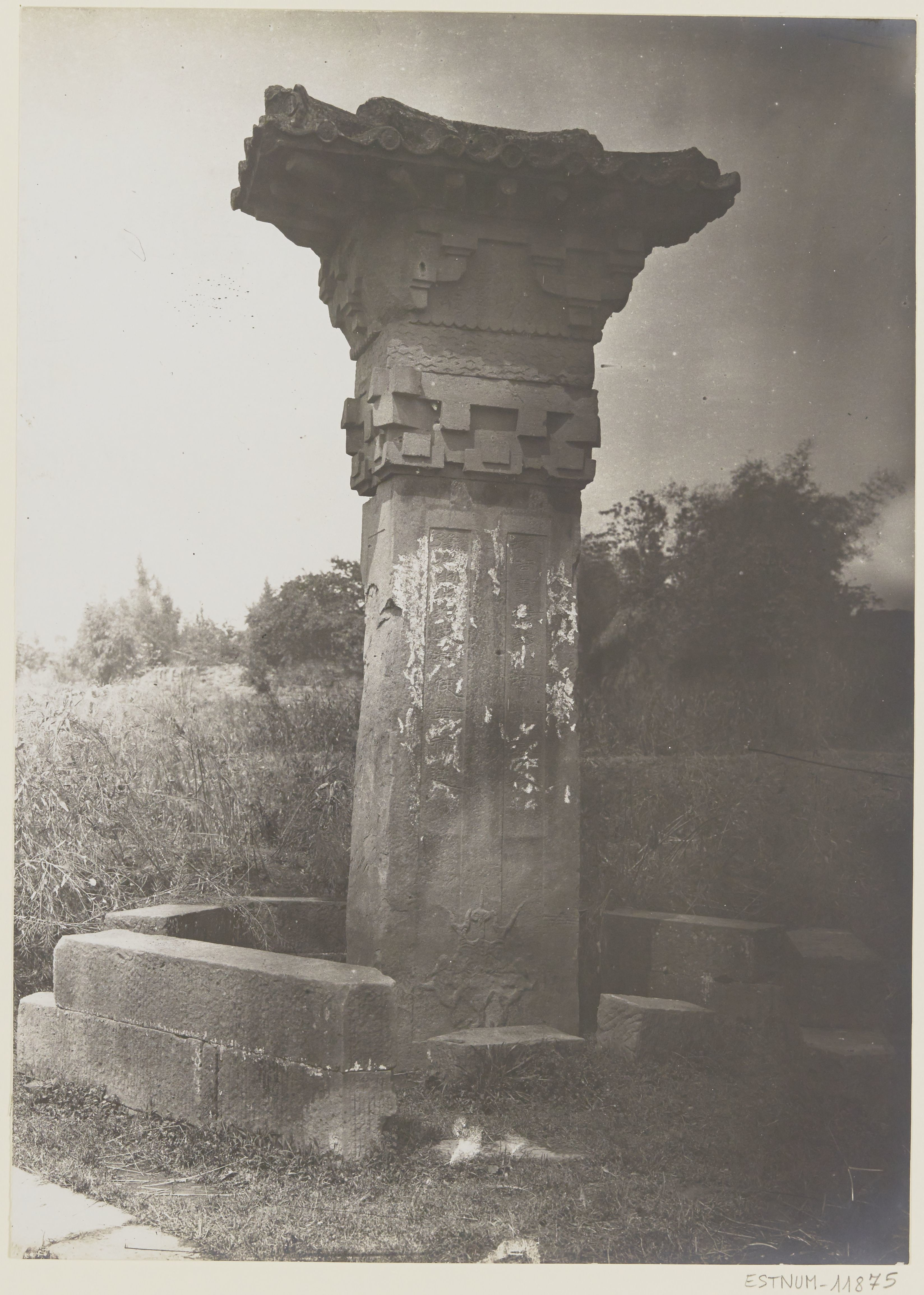